# Villa López
Villa López, denominada oficialmente como Octaviano López, es una localidad del estado de Chihuahua, localizada en el sureste del estado y es cabecera del municipio de López.

## Historia
Lo que hoy es Villa López fue fundado en el año de 1619 como una misión por sacerdotes franciscanos dedicados a la conversión de los grupos indígenas con el nombre de Atotonilco, topónimo de origen azteca que significa Lugar de agua caliente, debido en que ese momento existía junto a la población un manantial de agua a alta temperatura; la región sureste de lo que hoy es el estado de Chihuahua, donde fue fundado Atotonilco estaba habitado por diversos grupos étnicos, entre los que destacaban los tobosos, grupo nómada muy belicoso que se resistió a la conquista tanto militar como espiritual, sus frecuentes ataques llevaron al abandono de Atotonilco, que permaneció despoblado hasta 1671 cuando el capitán Andrés del Hierro intentó su repoblamiento que tampoco funcionó, finalmente, a mediatos del siglo XVIII tras la definitiva sumisión de los tobosos pudo consolidarse la población, nuevamente fundada por los franciscanos con el nombre de San Buenaventura de Atotonilco.
Tras la independencia de México y la creación del estado de Chihuahua, por decreto del Congreso de Chihuahua del 21 de noviembre de 1844 fue constituda en cabecera del municipio del mismo nombre, el 9 de abril de 1866 una sección de trescientos soldados franceses ocupó el pueblo de Atotonilco al mando del teniente coronel Albicy que el mismo día ordenó a los vecinos la evacuación total de la población y luego procedió a incendiarla con la única excepción del templo católico, esto en venganza por haberse iniciado en Atotonilco un levantamiento republicano. Tras la victoria de las fuerzas mexicanas sobre los franceses e imperialistas la población fue reconstruida y el 20 de mayo de 1868 el Congreso de Chihuahua emitió un decreto dándole a partir de entonces la denominación de Villa López, en honor al capitán Octaviano López, soldado republicano muerto en la batalla de Talamantes el 19 de enero de 1860 frente a las fuerzas conservadoras de Domingo Cajén.
El 13 de julio de 1931 perdió el carácter de cabecera municipal al ser suprimido el municipio de López para ser incorporado al municipio de Jiménez, sin embargo, menos de un año después el 19 de marzo de 1932 fue restituido el municipio y su carácter de cabecera del mismo; finalmente, el 18 de noviembre de 1995 el nuevo código municipal emitido por el Congreso de Chihuahua le dio la denominación oficial de Octaviano López a la población.

## Localización y demografía
Villa López se encuentra localizado en la zona sureste del estado de Chihuahua, muy cercano a los límites con el estado de Durango y en las inmediaciones del Bolsón de Mapimí, sus coordenadas geográficas son 27°00′09″N 105°01′59″O / 27.00250, -105.03306 y a una altitud de 1 420 metros sobre el nivel del mar; se encuentra a unos 20 kilómetros al suroeste de la ciudad de Jiménez, la principal población de la región, con la que se une mediante una carretera pavimentada de dos carriles de carácter estatal.
De acuerdo a los resultados del Conteo de Población y Vivienda realizado el 2005 por el Instituto Nacional de Estadística y Geografía, Villa López tiene una población total de 2 066 habitantes, de los cuales 1 072 hombres y 994 mujeres.